# ヴャチェスラフ・ドゥートカ
ヴャチェスラフ・ドミトリエヴィチ・ドゥートカ（ロシア語: Вячеслав Дмитриевич Дудка、ラテン文字表記の例：Vyacheslav Dimitrievich Dudka、1960年4月23日 -  ）は、ソビエト連邦およびロシアの軍人（技術将校）、政治家。2005年から2011年までトゥーラ州知事。統一ロシア所属。トゥーラ出身。
1982年高等砲科学校を卒業する。同年6月から1998年7月まで軍務に就き、戦略ロケット軍や国防省砲兵部門に勤務した。1986年のチェルノブイリ原子力発電所事故では対策チームに参加した。トゥーラ大学ガスエネルギー学部教授、1998年8月「デザイン・ビューロー」の第一副総デザイナーを経て、2005年4月29日、ウラジーミル・プーチン大統領によってトゥーラ州知事に任命された。
2010年にドミトリー・メドヴェージェフ大統領によって再任されたが、2011年7月29日に辞任。汚職スキャンダルとの関連が指摘されたが、2013年に収賄罪で流刑9.5年の判決が言い渡された。2018年6月に仮出所。